# 杉山りえ
杉山 りえ（すぎやま りえ、1986年5月3日 - ）は、静岡県出身の元バスケットボール選手である。ニックネームは「リエ」。ポジションはセンター。

## 来歴
静岡市立興津中学校でバスケットボールを始めた。静岡女子高等学校、愛知学泉大学を経て、2009年、シャンソン化粧品に入社。しかしシャンソンVマジックでは4試合に途中出場したのみである。
2010年、日立ハイテク クーガーズに移籍。2012年、現役引退。

## 経歴
- 静岡女子高等学校
- 愛知学泉大学
- シャンソンVマジック（2009年 - 2010年）
- 日立ハイテク クーガーズ（2010年 - 2012年）